# Ludwig Gruner
Wilhelm Heinrich Ludwig Gruner (24. februar 1801 i Dresden - 27. februar 1882 sammesteds) var en tysk tegner og kobberstikker.
Gruner uddannedes af kobberstikker E.G. Krüger i Dresden, 1826—36 af Longhi og Anderloni i Milano, hvor han udførte sine første blade: Spanske hyrder efter Velázquez, Giulio Medici efter Rafael og Sankt Hieronymus efter Guercino. 1837—41 levede han i Rom og udførte Planeterne efter Rafael fra Santa Maria del Popolo (11 blade), flere blade efter Overbeck, Mantegnas Christus ved søjlen, og Rafaels Pax vobiscum (i Brescia). 1841 rejste Gruner til England, hvor han udgav værket: The fresco decorations and stuccoes of churches and places in Italy during the XV and XVI centuries (1844) samt en række stik som: Den sovende ridder og Christus i Getsemane efter Rafael. Først fra 1857 tog han til stadighed bolig i Dresden, blev professor ved akademiet og direktør for kobberstiksamlingen og udførte endnu såvel mange enkelte blade som stik for adskillige større værker om kunst, således til Layards Ninive, Harfords Illustrations of Michelangelo og Specimens of ornamental art (80 blade).